# Anhaia Melo
Luís Inácio Romeiro de Anhaia Melo (São Paulo, 23 de agosto de 1891 – São Paulo, 16 de janeiro de 1974) foi um professor universitário e político brasileiro. Filho de Luis Anhaia de Melo, além de ter sido um dos pioneiros da indústria têxtil paulista.

## Vida acadêmica
Formado em Engenharia e Arquitetura pela Escola Politécnica de São Paulo (1913), foi aluno de Francisco de Paula Ramos de Azevedo, de cuja equipe fez parte depois de formado. Iniciou a atividade docente em 1918, como professor da Escola Politécnica, tornando-se mestre no ano seguinte e professor catedrático em 1926, regendo as disciplinas Composição Arquitetônica, Estética e Urbanismo na formação de engenheiros civis e arquitetos.
Em 1948 foi um dos fundadores da Faculdade de Arquitetura e Urbanismo da Universidade de São Paulo - USP, onde dedicou-se ao estudo de Urbanismo e ao ensino da teoria da Arquitetura e Urbanismo. Foi também seu primeiro diretor e é considerado o pai do ensino arquitetônico paulistano.
A criação da FAU-USP trouxe uma proposta curricular diferenciada - elaborada com ampla participação de Anhaia Mello -, voltada à formação de arquitetos-urbanistas, ao contrário da Escola Politécnica que dava ênfase à formação de engenheiros-arquitetos. A formação de arquitetos-urbanistas, na concepção de alguns estudiosos, garantiria a geração de um campo de pesquisa autônomo, com menor dependência das concepções teóricas fincadas nas ciências exatas de leitura do espaço urbano.
A Biblioteca da Faculdade  de Arquitetura e Urbanismo – USP, criada no mesmo ano, é tida como uma das mais importantes bibliotecas universitárias da América Latina, especializada em arquitetura, urbanismo e design, com destaque para sua coleção de desenhos originais de arquitetura brasileira.
No âmbito acadêmico, além de professor, Luis Ignácio Romeiro de Anhaia Mello exerceu diversas funções administrativas:
- Diretor da Escola Politécnica da USP, 1930[4]
- Diretor da Faculdade de Filosofia da USP, 1941[6]
- Presidente da Comissão da Cidade Universitária, 1948[7]
- Diretor da Faculdade de Arquitetura e Urbanismo da USP, 1948 e de 1959 a 1961[7]
- Vice-reitor da USP, 1954[8]
- Fundador e diretor do Centro de Pesquisas e Estudos Urbanísticos – CPEU de 1957 a 1960.

Escreveu e publicou diversas obras, dentre elas:
- Problemas de Urbanismo, Base para a Resolução de um Problema Teórico, 1929
- A Evolução do Curso de Engenheiros-arquitetos na Escola Politécnica de São Paulo, 1946
- O Plano Regional de São Paulo, 1954
- Urbanismo Positivo e Urbanismo Negativo: As Modernas Cidades Inglesas, 1955.

## Atuação política
Sua atuação na política teve início quando elegeu-se vereador pela cidade de São Paulo, cargo que exerceu de 15 de janeiro de 1920 a 15 de janeiro de 1923. Obteve 6.263 votos, tendo sido o quarto candidato mais bem votado dessas eleições.
Membro do Partido Democrata, era politicamente identificado com os vencedores da Revolução de 1930, logo após a instauração do governo provisório do interventor João Alberto Lins de Barros (25 novembro de 1930 – 25 de julho de 1931), foi nomeado prefeito da cidade de São Paulo em 6 de dezembro de 1930, cargo em que permaneceu até 25 de julho de 1931, tendo voltado a ocupa-lo por mais um breve período, de 14 de novembro a 4 de dezembro de 1931. Durante sua primeira gestão foi alvo de manifestação de alunos da Escola Politécnica, devido sua participação em um governo repudiado pela população paulistana.
Como prefeito teve atuação voltada para questões urbanísticas como a determinação de recuos mínimos entre as edificações, o índice de aproveitamento máximo das áreas dos terrenos, com o objetivo de limitar o adensamento na ocupação do solo urbano e estudos do sistema viário e da canalização de rios.  Em resumo, destacou-se por tentar introduzir legislações que permitissem evitar o crescimento desorganizado e clandestino da cidade. Instituiu a Comissão Municipal de Serviços de Utilidade Pública, incumbida da fiscalização das empresas concessionárias dos serviços de telefonia, luz, força e transporte.
Continuou mantendo atividade política e teórica: influenciado pela prática urbanística americana publicou diversos trabalhos, em geral advogando a elaboração de planos reguladores para as cidades e a necessidade de regulamentação específica para a desapropriação de terrenos urbanos. Em 1941 assumiu a direção das obras da Catedral de São Paulo, na qual foi o responsável pela construção da cúpula e de parte das torres. Em junho do mesmo ano foi nomeado Secretário de Viação de Obras Públicas do Estado, encarregado da implantação de um novo plano rodoviário, cargo do qual pediria exoneração em novembro de 1943 em protesto contra a repressão policial a uma manifestação estudantil contra a ditadura do Governo Vargas no Largo São Francisco.

### A questão urbanística
No período compreendido entre as décadas de 1930 e 1970, o Estado é assumido principal agente do planejamento e, neste contexto, a urbanização movida pela industrialização constitui a metrópole conurbada e concentrada – “a metrópole gigante”.
No intervalo de menos de duas décadas entre o final do Estado Novo (1945) e o golpe militar de 1964, mais especificamente na década de 50, foi que as metrópoles e áreas metropolitanas entraram mais enfaticamente no debate urbanístico do Brasil. Foram criadas instituições externas à administração, a maioria delas ligadas à Universidades, que através de estudos e de novas metodologias, colaboram na formação de quadros técnicos. Uma destas instituições é o Centro de Pesquisas e Estudos Urbanísticos (CPEU), criado em 1955 junto à Faculdade de Arquitetura e Urbanismo da Universidade de São Paulo (FAU-USP), por iniciativa de Luiz Ignácio Romeiro de Anhaia.
Anhaia Mello acreditava que um planejamento urbano humanizado poderia resolver definitivamente os problemas da capital paulista,  técnica esta que deveria atender aos interesses da vida em sociedade, promovendo o bem estar da coletividade. Entendia que era dever do urbanista adequar a cidade à “escala humana”, seja do ponto de vista técnico, reduzindo as distancias entre moradia, trabalho e recreio, seja através de atitudes humanistas, no desejo de tornar a cidade agradável a todos, ou mesmo num sentido religioso, em que o aspecto humano estava no exercício de compaixão para com o próximo.
A tese que defendia não tratava de negar a metrópole, mas sim de interferir nos processos de concentração demográfica e de concentração industrial, o que a colocava como produto e motor das desigualdades regionais. Estas questões foram apontadas no estudo “Elementos Básicos para o Planejamento Regional de São Paulo, apresentado por Anhaia Mello para a Comissão Orientadora do Plano da cidade de São Paulo, como representante da Universidade de São Paulo, em 1954.

### Anhaia Mello e Prestes Maia: idéias contraditórias
As propostas elaboradas por Anhaia Mello para o equacionamento dos problemas da cidade de São Paulo, colidiram na proposta de cidade do então, empreendedor e prefeito, Francisco Prestes Maia (1º de maio de 1938 – 10 de nov. de 1945). Ambos iniciaram um debate pelos jornais, quando da abertura da Avenida Ipiranga e da Avenida 9 de Julho. Quanto à primeira, Anhaia Mello criticava o fato de que iria se prolongar apenas até à Igreja da Consolação e, no caso da segunda, que o seu prolongamento provocaria o estrangulamento do tráfego no túnel sob a Avenida Paulista. O confronto entre os dois urbanistas seria frequente até meados da década de 1960 e ganharia os jornais na exposição, defesa e críticas elaboradas por ambos.
De maneira contraditória, defendiam formatos distintos de condução pelo poder público municipal, do modelo de desenvolvimento urbano. Anhaia Mello apostava no zoneamento e na limitação do crescimento urbano da cidade, mesmo que para isso tivesse que barrar o processo de industrialização da cidade. Por sua vez, Prestes Maia defendia que as obras de reurbanização implementadas pelo Poder Público, tais como a abertura ou o alargamento de vias, deveriam estar ajustadas a um novo Código de Obras que pudesse lidar com a malha urbana a partir do referencial do zoneamento por adensamento, ou seja, acreditava ser possível reorganizar as forças que impulsionavam o desenvolvimento urbano a partir da disseminação de áreas, dotadas com infraestrutura, para a criação de empreendimentos imobiliários que pudessem adensar a população em determinadas regiões da cidade.
Apesar das divergências, os dois urbanistas participaram, em 25 de janeiro de 1935, da criação da Sociedade Amigos da Cidade de São Paulo, entidade de direito privado, elaborada para pressionar o Poder Público municipal na criação de ações voltadas para o planejamento e melhoramentos urbanos. No entanto as propostas construídas em seu âmbito somente seriam executadas após a saída de Prestes Maia do cargo de Prefeito.

## Outras atividades
Foi diretor da Anhaia Fabril, uma das primeiras tecelagens do Brasil, fundada por seu pai em 1869 em Itu e que possuía uma filial em São Paulo, contudo sua principal atividade particular foi desenvolvida em uma empresa chamada Companhia Iniciadora Predial, financiadora e construtora fundada em 1908 por Ramos de Azevedo e sócios, onde permaneceu em cargos de diretoria até sua dissolução em 1964. Também foi diretor da Cia. Cerâmica Vila Prudente, outra empresa fundada por Ramos de Azevedo em 1910.
Além dos cargos em empresas, das atividades de docente e urbanista, Anhaia Mello também se dedicou à arquitetura, tendo projetado algumas casas, dentre elas, a sua própria residência localizada na Alameda Ministro Rocha Azevedo e algumas obras religiosas como: Colégio e Igreja São Luiz, na Avenida Paulista; a Igreja do Espírito Santo, na Rua Frei Caneca, e a igreja Matriz da Mooca, o que confirma que Anhaia Mello sempre demonstrou seu interesse e admiração pelo classicismo.
Dentre outras funções exerceu também o cargo de Presidente do Instituto de Engenharia em 1930, foi membro da Comissão da Nova Capital da República em 1947, membro da Comissão Orientadora do Plano do Município de São Paulo de 1955 a 1961. Como consultor do escritório de 'Miguel Badra Junior', participou em 1973 no projeto da Marina Canal e na elaboração do Plano Diretor do Guarujá.

### Homenagens recebidas
Recebeu da Escola Politécnica da USP o título de doutor honoris causa, em 1961 e de professor emérito em 1976. Durante a gestão do Prefeito Miguel Colasuonno, foi aberta em 1975, na Vila Prudente, em São Paulo, uma das principais avenidas da cidade que leva seu nome, a Avenida Professor Luis Inácio de Anhaia Mello.